# Egor Kreed
Egor Kreed, de son vrai nom Yegor Nikolaïevitch Boulatkine (en russe: Егор Николаевич Булаткин), né le 25 juin 1994 à Penza en Russie, est un chanteur et rappeur russe.

## Biographie
Egor Kreed est né à Penza dans une famille de musiciens: sa mère et sa sœur chantent tandis que son père et ses amis font partie d'un groupe. Dès sa jeunesse, Egor sait qu'il souhaite rejoindre ce monde et à 11 ans, il écrit des poèmes et joue de la guitare. Adolescent, il écrit des chansons sur les expériences amoureuses et problèmes liés à ces dernières.
Egor est diplômé du Penza Lyceum of Modern Management Technologies No. 2. où il a étudié la langue anglaise. En 2015, il rentre à l'Académie russe de musique Gnessine au département de production, mais c'est rapidement qu'il interrompt ses études.

## Carrière
Egor Kreed commence sa carrière solo en 2011, sous le pseudonyme de KReeD, en publiant la chanson Слово “люблю” потеряло свой смысл et (Le mot "amour" n'a plus de sens), qu'il changera plus tard en Love on the Web, sur le réseau social VKontakte. En seulement une semaine, le morceau gange plus d'un million de vues sur Youtube, faisant de l'artiste une célébrité sur Internet.
En mars 2012, l'artiste remporte le concours Star VKontakte – Channel Five dans la catégorie du meilleur projet de hip-hop. Le musicien est également invité à se produire sur la scène d'Oktyabrsky à Saint-Pétersbourg où il interprète sa composition вдохновение (Inspiration).
C'est en publiant un cover de Не сходи с ума (Ne deviens pas fou) du rappeur Timati, qu'Egor Kreed se fait remarquer par Black Star Inc., le label de ce dernier, et signe un contrat. Il débute alors avec la chanson Старлетка (Starlette) au printemps 2012. La même année, le rappeur se produit à de nombreux festivals dont Hip-Hop Unite, May First, City Youth, ELLO et à l'Euro 2012.
En avril 2015, il sort l'album Холостяк (Célibataire).
La nuit du 20 au 21 juin 2018, Timati et Egor Kreed se produisent illégalement sur le toit d'une voiture à Moscou, rue Bolchaïa Dmitrovka, pour fêter l'ouverture du salon de beauté de Timati, événement qui causa des problèmes de trafic routier. Le jour suivant, l'avocat Alexander Khaminsky dépose une demande d'ouverture de dossier sur cet incident auprès du département du ministère de l'Intérieur de Tver et de l'Inspection d'État de la sécurité routière de Moscou,. Le procès a lieu le 1er août 2018[réf. souhaitée].

## Vie sentimentale
En 2015, Egor Kreed est en couple avec la mannequin Xenia Deli avant d'avoir une relation avec la chanteuse russe Nyusha.

## Discographie

### Albums studio
- 2015 : Холостяк (romanisé : Holostyak)
- 2017 : Что они знают? (romanisé : Chto oni znayout?)
- 2020 : 58
- 2021 : Pussy Boy